# Maerua racemulosa
Maerua racemulosa là một loài thực vật có hoa trong họ Capparaceae. Loài này được Gilg & Ben. mô tả khoa học đầu tiên.